# Maty Coumba Diouf
Pour les articles homonymes, voir Diouf.
Maty Coumba Diouf, née le 22 janvier 1992, est une escrimeuse sénégalaise.

## Carrière
Maty Coumba Diouf est médaillée de bronze en fleuret par équipes aux Championnats d'Afrique d'escrime 2010 à Tunis.